# Македоно-български народен съюз
Македоно-българският народен съюз (на английски: Macedono-Bulgarian National Union) в САЩ и Канада е българска емигрантска политическа организация от началото на ΧΧ век. Съюзът е учреден на първия конгрес на организацията Македоно-одрински български народни организации (МОБНО), преименувана по-късно на Македоно-български народни организации (МБНО). Организацията просъществува за кратко, но дава основните насоки за успешното развитие на бъдещата Македонска патриотична организация.

## Предистория
През 1899 г. се създава първата политическа организация сред емиграцията, която си поставя за главна задача да съдейства за освобождението на Македония и Одринско свързана с ВМОК. Тя е наречена „Македоно-българско дружество Васил Левски” и в нейната работа участват изявили се вече интелигентни българи - Спас Шумков, Станислав Шумков и др. Официален орган на дружеството е първият български вестник в САЩ – „Борба”. Малко след Илинденското въстание през март 1904 г. се създава и Българо-американския македонски комитет с цели да запознае американската общественост със справедливата кауза на страдащия български народ. Той е свързан с ВМОРО. За негов председател е избран Константин Стефанов, за касиер – Иван Радулов, а за секретар – Алберт Сониксен.

## Учредяване
Българският йеромонах Димитър Малинчев пристига в Северна Америка през 1908 г., когато създава и първото македоно-българско дружество. Той призовава през 1911 г. в църквата „Св. св. Кирил и Методий“ в Торонто, към обединение на всички Македоно-одрински български народни организации (МОБНО). На 12 март 1911 година в руската църква в Чикаго тържествено е осветено дружественото знаме, под председателството Йоаким Мустрев. Още преди официалното създаване на Македоно-одринското опълчение дейци на МОБНО се завръщат в България като доброволци в Балканската война. На знамето на „Шеста охридска дружина“ са изписани инициалите на организацията. След края на Междусъюзническата война и подписването на Букурещкия договор се подема инициатива за обединението на всичките организации в една обща.

През септември 1913 година в Чикаго се събират общо 27 делегати от САЩ и Канада. Димитър Малинчев изнася реферат на тема „Нашата организация в Северна Америка – цел и средства“, в който казва: 
| „ | Ние сме в Америка, далеч от страдалното ни Отечество. Но това не ще да каже, че сме престанали да бъдем българи. Океанът не може да погълне под своите сини вълни воплите и страданията на македонския български народ. Те долитат до нас. Високите планини, които се изпречват, не могат да скрият от очите ни ликовете на цял легион македонски борци и мъченици. В мъртвешкия поглед на тия борци четем една повелителна заповед: "Българино, дето и да си, продължавай нашето дело! | “ |

## Цели
Организацията е създадена главно от бежанци от Македония и Одринска Тракия след погромите от Илинденско-Преображенското въстание през 1903 година. Целите на организацията повтарят залегналите в статутите на Вътрешната македоно-одринска революционна организация принципи за автономия на Македония и Одринско, като същевременно да се грижи за запазване на културната идентичност на българите в Северна Америка.

## Дейност
Организацията закупува печатна машина и започва издаването на вестник „Свобода“ (предложени са алтернативни имена „Автономна Македония“ и „Целокупна България“) с редактори Жеко Банев и Тодор Калев. Следва спад в организацията и постепенно се разпада. През 1914 година на Втория конгрес на който името на оргенизацията е променено на Македоно-българска народна организация (МБНО) присъстват 17 делегати, а на конференция от 22 ноември 1915 година присъстват делегати само от Индианаполис и Гери, когато е решено името на организацията да се промени на Български народен съюз в Съединените щати и Канада. През 1917 година дейността на съюза окончателно е прекратена и издаването на вестник „Свобода“ е преустановено.